# Kryłówka
Kryłówka (ukr. Крилівка, Kryliwka) – wieś w rejonie andruszowskim obwodu żytomierskiego.